# Unione Sportiva Avellino 1959-1960
Questa pagina raccoglie le informazioni riguardanti l'Unione Sportiva Avellino nelle competizioni ufficiali della stagione 1959-1960.

## Rosa
| N. |                   | Ruolo | Calciatore\|      |
| -- | ----------------- | ----- | ----------------- |
|    | Italia (bandiera) | P     | Luigi Dal Fior    |
|    | Italia (bandiera) | P     | Matteo Spadafora  |
|    | Italia (bandiera) | D     | Germano Da Dalto  |
|    | Italia (bandiera) | D     | Luigi De Falco    |
|    | Italia (bandiera) | D     | Egidio Foletto    |
|    | Italia (bandiera) | D     | Eugenio Mauri     |
|    | Italia (bandiera) | D     | Benito Zanellato  |
|    | Italia (bandiera) | C     | Marcello Alberici |
|    | Italia (bandiera) | C     | Alberto Bazzarini |

| N. |                   | Ruolo | Calciatore             |
| -- | ----------------- | ----- | ---------------------- |
|    | Italia (bandiera) | C     | Fernando Colangelo     |
|    | Italia (bandiera) | C     | Ferdinando Del Gaudio  |
|    | Italia (bandiera) | C     | Gianni Fida (capitano) |
|    | Italia (bandiera) | A     | Vincenzo Assanti       |
|    | Italia (bandiera) | A     | Benito Brugnera        |
|    | Italia (bandiera) | A     | Enzo Guarniero         |
|    | Italia (bandiera) | A     | Giorgio Roncaia        |
|    | Italia (bandiera) | A     | Romano Sciarretta      |